# Domaslav
Domaslav (německy Böhmisch Domaschlag) je vesnice, část obce Lestkov v okrese Tachov v Plzeňském kraji. Leží asi šest kilometrů západně od obce Konstantinovy Lázně  nad údolím říčky Hadovky. V roce 2011 zde trvale žilo 34 obyvatel.
Ve vesnici působí od roku 1998 občanské sdružení Domaslav, jehož snahou je správa fary a oživení života v Domaslavi.

## Historie
První písemná zmínka o vesnici pochází z roku 1227, kdy ji velmož Kojata IV. Hrabišic ve své závěti věnoval i s Kokašicemi Benešovi. Poté získávají Domaslav do vlastnictví Švamberkové, kteří na nedalekém vrchu Krasíkov založili kolem roku 1250 hrad Švamberk. Ves je od té doby součástí švamberského panství a později i panství bezdružicko-švamberského. Již v průběhu 17. století se ves nazývá Česká Domaslav na rozdíl od Domaslavi německé Deutsch Thomaschlag, později nazývané Domaslavičky).

## Obyvatelstvo
Při sčítání lidu v roce 1921 zde žilo 236 obyvatel (z toho 109 mužů) německé národnosti a římskokatolického vyznání. Podle sčítání lidu z roku 1930 měla vesnice 247 obyvatel: sedm Čechoslováků, 239 Němců a jednoho cizince. Kromě jednoho evangelíka byli římskými katolíky.
| Rok            | 1869 | 1880 | 1890 | 1900 | 1910 | 1921 | 1930 | 1950 | 1961 | 1970 | 1980 | 1991 | 2001 | 2011 | 2021 |
| -------------- | ---- | ---- | ---- | ---- | ---- | ---- | ---- | ---- | ---- | ---- | ---- | ---- | ---- | ---- | ---- |
| Počet obyvatel | 256  | 258  | 281  | 270  | 277  | 282  | 295  | 146  | 123  | 79   | 48   | 20   | 25   | 34   | 37   |
| Počet domů     | 40   | 44   | 47   | 46   | 47   | 47   | 52   | 56   | 56   | 22   | 19   | 20   | 20   | 23   | 25   |

## Obecní správa
Při sčítání lidu v letech 1850–1959 Domaslav byla samostatnou obcí v okrese Teplá, v letech 1900–1930 v okrese Planá a v roce 1950 v okrese Stříbro. Od roku 1960 je částí obce Lestkov v okrese Tachov. V letech 1850–1879 k obci patřily Lomy.

## Pamětihodnosti
- kostel svatého Jakuba Většího (zmiňován již roku 1357) s románskými základy, roku 1708 povýšen na farní kostel, barokně přestavěn kolem roku 1716
- fara
- hřbitov s památníkem obětem první světové války
- kříž
- Asi jeden kilometr severně od vesnice stával malý hrad Milkov zmiňovaný v roce 1423.[10]
- potok Hadovka
- Podhájský potok
- přírodní park Hadovka